# Soraya (cantora)
Soraya Raquel Lamilla Cuevas, conhecida como Soraya (Point Pleasant, 11 de março de 1969 – Miami, 10 de maio de 2006) foi uma cantora, compositora, guitarrista, arranjadora e produtora musical norte-americana de origem colombiana. 
Teve duas canções número 1 na Billboard Latin Pop Songs, ganhou o Grammy Latino em 2004 para o álbum "Soraya", na categoria "Melhor Álbum de Compositor", e em 2005 foi indicada novamente ao prêmio na categoria "Vocal Feminino - Álbum Pop" para o seu álbum "El Otro Lado de Mí". Sua carreira se estendeu por dez anos e gravou cinco álbuns.

## Biografia
Soraya nasceu em Point Pleasant,  Nova Jersey, um ano depois que seu pai, mãe e irmão se mudaram para os Estados Unidos vindos da Colômbia. A família voltou para a Colômbia, quando ela era bebê, mas retornaram quando Soraya tinha oito anos.
Começou a se interessar por música aos cinco anos, quando ouviu seu tio tocando "Pueblito Viejo", uma canção folclórica tradicional colombiana, utilizando um instrumento chamado tiple,  uma espécie de violão com cordas triplas. Seus pais compraram-lhe um violão e ela aprendeu a tocá-lo sozinha.  Tornou-se proficiente em violino clássico  e sua primeira apresentação pública foi no Carnegie Hall em Nova Iorque, como membro da NYC Youth Philharmonic.  Ela foi oradora de sua turma no Point Pleasant Boro High School, onde começou a escrever suas próprias músicas.
Tinha doze anos quando sua mãe foi diagnosticada com câncer de mama, dezoito anos quando sua mãe teve uma recaída, e vinte e dois, quando sua mãe morreu, em 1992. Soraya disse que seu senso de responsabilidade aumentou precocemente, porque precisava cuidar de sua mãe e fazer todas as tarefas de casa.
Soraya frequentou a Rutgers University em Nova Jersey, onde estudou literatura inglesa, filosofia francesa e estudos sobre as mulheres. Também trabalhou como comissária de bordo da empresa American Airlines antes de iniciar sua carreira musical.
Em 1994 obteve um contrato com a gravadora Polygram Records /Island Records. Seu primeiro álbum foi  lançado simultaneamente em inglês e espanhol ,  intitulado "On Nights Like This / En Esta Noche". Ambas as versões receberam aclamação positiva da crítica. Logo iniciou uma turnê pelos EUA,  América Latina e Europa, como artista convidada em concertos de músicos famosos, como Natalie Merchant,  Zucchero, Sting, Michael Bolton e Alanis Morissette.
Seu primeiro single "Suddenly" (De Repente) alcançou a posição #1 no chart Billboard Latin Pop Songs. No Brasil a canção foi bastante popular e foi incluída na trilha sonora da telenovela Anjo de Mim. Seu segundo álbum, Torre de Marfil/Wall of Smiles, intitulado depois de escrever uma canção com Carole King, foi lançado no final de 1997.
Ainda em 1997, Soraya participou da trilha sonora do filme Prince Valiant, (em português: Príncipe Valente), a segunda adaptação para o cinema da tira de aventura Príncipe Valente. Em parceria com os compositores Jack Blades e Gary Burr, ela compôs a canção "Until I'm Loving You", que ela mesma gravou especialmente para este filme. No ano seguinte, a canção ganhou uma versão em português chamada "Essa Paixão Me Machucou", gravada pela dupla sertaneja Guilherme & Santiago no terceiro álbum da dupla, lançado em 1998. Até hoje, "Essa Paixão Me Machucou", versão de "Until I'm Loving You" composta por Soraya, é um dos grandes sucessos de Guilherme & Santiago.
Em 2000 ela foi diagnosticada com câncer de mama, logo após lançar o terceiro álbum Cuerpo y Alma/I'm Yours - apenas alguns dias antes ela se preparava para viajar e promovê-lo.
Após período de tratamento, Soraya voltou à cena musical em 2003 com o lançamento de seu quarto álbum auto-intitulado "Soraya". As músicas refletiam suas lutas, crenças e amor pela vida. Ela compôs, produziu e arranjou o álbum, que ganhou o Grammy Latino na categoria "Melhor Álbum de cantor e compositor".
Lançou em 2005 outro álbum - "El Otro Lado de Mí" -  antes de morrer em 10 de maio de 2006, aos 37 anos. Soraya teve a doença  diagnosticada pela primeira vez em 2000, aos 31 anos, após encontrar um nódulo durante a realização do auto-exame de rotina. Ela foi diagnosticada no estágio III e se submeteu a mastectomia dupla e reconstrução de mama, bem como radioterapia e quimioterapia. Além de sua própria morte, Soraya perdeu a mãe, a avó e a tia materna, todas vitimadas pelo câncer de mama.

## Discografia[13]

### Álbuns de Estúdio
| Álbum                             | Detalhes do Álbum                                                                                     | Melhores posições | Melhores posições | Melhores posições | Vendas                                | Certificações                                                  |
| Álbum                             | Detalhes do Álbum                                                                                     | US Top Latin      | US Latin Pop      | ALE               | Vendas                                | Certificações                                                  |
| --------------------------------- | --- | ----------------- | ----------------- | ----------------- | ------------------------------------- | -------------------------------------------------------------- |
| En Esta Noche/On Nights Like This | - Lançamento: 06 de fevereiro de 1996 - Formato(s): CD, K7 - Gravadora(s): Island, Polydor            | 31                | —                 | 5                 | - : 4 000 000 - : 250 000 - : 100 000 | - ASINCOL: Ouro - FONOTICA: Ouro - AMPROFON: Ouro - APFV: Ouro |
| Torre de Marfil/Wall of Smiles    | - Lançamento: 21 de outubro de 1997 - Formato(s): CD, K7 - Gravadora(s): Mercury                      | —                 | —                 | 63                | - : 300 000                           |                                                                |
| Cuerpo y Alma/I'm Yours           | - Lançamento: 06 de maio de 2000 - Formato(s): CD, K7, digital download - Gravadora(s): Mercury       | —                 | —                 | —                 | - : 500 000                           |                                                                |
| Soraya                            | - Lançamento: 06 de maio de 2003 - Formato(s): CD, K7, digital download - Gravadora(s): Capitol Latin | 25                | 9                 | —                 | - : 2 000 000                         | - IFPI CHI: Ouro                                               |
| El Otro Lado de Mi                | - Lançamento: 01 de março de 2005 - Formato(s): CD, digital download - Gravadora(s): Capitol Latin    | —                 | —                 | —                 | - : 1 000 000                         |                                                                |

### Compilações
- (1996) Sálvame/Save Me Tributo A Queen: Los Más Grandes Del Rock En Español
- (1998) Todo Lo Que Él Hace (Every Little Thing She Does Is Magic) em Outlandos D'Americas
- (2001) Desert Roses and Arabian Rhythms, Vol. 1
- (2001) Serie 32
- (2003) Essentiales (The Ultimate Collection)
- (2005) Éxitos Eternos
- (2005) The Best of Soraya (20th Century Masters - The Millennium Collection)
- (2005) Dreaming of you with Barrio Boyzz, Selena Vive! (Tributo à Selena)
- (2006) Gold (2-CD best-of)
- (2006) Herencia
- (2006) Entre Su Ritmo y el Silencio